# Aldo Poy
Aldo Pedro Poy (Rosario, 1945. szeptember 14. –) válogatott argentin labdarúgó, csatár.

## Pályafutása

### Klubcsapatban
1965 és 1974 között a Rosario Central labdarúgója volt és két bajnoki címet szerzett a csapattal.

### A válogatottban
1973–74 között két alkalommal szerepelt az argentin válogatottban. Részt vett az 1974-es NSZK-beli világbajnokságon.

## Sikerei, díjai
Rosario Central
- Argentin bajnokság
  - bajnok (2): 1971, 1973